# Choeroniscus
Genre
Choeroniscus est un genre de chauves-souris rassemblant des espèces d'Amérique.

## Liste des espèces
- Choeroniscus godmani (Thomas, 1903)
- Choeroniscus intermedius (J. A. Allen and Chapman, 1893)
- Choeroniscus minor (Peters, 1868)
- Choeroniscus periosus (en) Handley, 1966